# 충주성심학교
충주성심학교(忠州聖心學校)는 충청북도 충주시 교현동에 위치한 청각 장애인들을 위한 사립 특수학교이다.
영화 《글러브》는 이 학교 야구부의 실화를 각색한 것이다.

## 학교 연혁
- 1955년 4월 19일 충주성심농아학교 설립, 초대 교장 옥보을 신부
- 1988년 3월 1일 고등부 과정 설치
- 1999년 6월 10일 대한민국 정보문화상 수상(교육 부문)
- 2002년 9월 9일 고등부 야구부 창단